# Vadocondes (kommunhuvudort)
Vadocondes är en kommunhuvudort i Spanien.   Den ligger i provinsen Provincia de Burgos och regionen Kastilien och Leon, i den centrala delen av landet, 140 km norr om huvudstaden Madrid. Vadocondes ligger 810 meter över havet och antalet invånare är 412.
Terrängen runt Vadocondes är huvudsakligen platt, men åt sydost är den kuperad. Vadocondes ligger nere i en dal. Runt Vadocondes är det mycket glesbefolkat, med 3 invånare per kvadratkilometer. Närmaste större samhälle är Aranda de Duero, 10,2 km väster om Vadocondes. Trakten runt Vadocondes består till största delen av jordbruksmark.